# لی گودوین
لی گودوین (انگلیسی: Lee Goodwin؛ زادهٔ ۵ سپتامبر ۱۹۷۸) بازیکن فوتبال اهل بریتانیا است.
از باشگاه‌هایی که در آن بازی کرده‌است می‌توان به باشگاه فوتبال گرایس اتلتیک، باشگاه فوتبال داگنم و ردبریج، و باشگاه فوتبال وستهام یونایتد اشاره کرد.